# Municipio de Grisham
El municipio de Grisham (en inglés: Grisham Township) es un municipio ubicado en el condado de Montgomery en el estado estadounidense de Illinois. En el año 2010 tenía una población de 629 habitantes y una densidad poblacional de 9,95 personas por km².

## Geografía
El municipio de Grisham se encuentra ubicado en las coordenadas 39°3′39″N 89°31′14″O / 39.06083, -89.52056. Según la Oficina del Censo de los Estados Unidos, el municipio tiene una superficie total de 63.19 km², de la cual 63,12 km² corresponden a tierra firme y (0,11 %) 0,07 km² es agua.

## Demografía
Según el censo de 2010, había 629 personas residiendo en el municipio de Grisham. La densidad de población era de 9,95 hab./km². De los 629 habitantes, el municipio de Grisham estaba compuesto por el 95,71 % blancos, el 1,75 % eran afroamericanos, el 0,32 % eran asiáticos y el 2,23 % eran de una mezcla de razas. Del total de la población el 1,75 % eran hispanos o latinos de cualquier raza.